# Mario González (urugwajski piłkarz)
Mario González (27 maja 1950) – piłkarz urugwajski, obrońca.
Będąc piłkarzem klubu CA Peñarol wziął udział wraz z reprezentacją Urugwaju w finałach Mistrzostw Świata w 1974 roku, gdzie Urugwaj odpadł już w fazie grupowej. González nie zagrał w żadnym meczu.
Jako gracz Peñarolu wziął udział w turnieju Copa América 1975, gdzie broniący tytułu mistrza Ameryki Południowej Urugwaj przegrał półfinałowy dwumecz z Kolumbią. González zagrał w obu półfinałowych meczach.
W latach 1970–1978 co roku brał udział wraz z Peñarolem w turnieju Copa Libertadores – dotarł do finału Copa Libertadores 1970 oraz do półfinału Copa Libertadores 1972, Copa Libertadores 1974 i Copa Libertadores 1976.